# Aeroportul Sacheon
Aeroportul Sacheon (IATA: HIN, ICAO: RKPS) este un aeroport din Sacheon⁠(d), Gyeongsang de Sud, Coreea de Sud ce deservește zona Sacheon⁠(d). Aeroportul a fost tranzitat în 2022 de 139.657 de pasageri. A fost numit după zona deservită.
Situat la o altitudine de 8 m, aeroportul dispune de o singură pistă.